# The Passenger (película de 2023)
The Passenger es una película de suspenso y terror estadounidense de 2023 dirigida por Carter Smith y escrita por Jack Stanley. La película está protagonizada por Kyle Gallner y Johnny Berchtold. Jason Blum se desempeña como productor ejecutivo a través de su productora Blumhouse Television.
La película fue estrenada digitalmente el 4 de agosto de 2023 por MGM+.

## Reparto
- Johnny Berchtold como Randolph Bradley
- Kyle Gallner como Benson
- Liza Weil como Miss Beard
- Billy Slaughter como Hardy
- Mateo Laureano como Chris
- Jordan Sherley como Jess
- Kanesha Washington como Marsha
- Lupe León como Lisa
- Merah Benoit como Tessa

## Producción
En marzo de 2022, The Passenger se anunció como parte del acuerdo de películas para televisión de Blumhouse Television y Epix, con Carter Smith dirigiendo con Jack Stanley escribiendo el guion, con Kyle Gallner, Johnny Berchtold y Liza Weil protagonizando la película. La fotografía principal de la película comenzó en abril de 2022 en Nueva Orleans.

## Estreno
The Passenger fue estrenada digitalmente el 4 de agosto de 2023 por MGM+.